# Massimo Piacentini
Massimo Piacentini (Roma, 10 settembre 1898 – Roma, 13 novembre 1974) è stato un ingegnere e urbanista italiano.

## Biografia
Laureatosi nell'Università di Roma in Ingegneria, al termine del I conflitto mondiale - cui partecipò al fronte nel corpo del Genio militare, e per cui sarà negli anni sessanta insignito dell'onorificenza di Cavaliere di Vittorio Veneto - Massimo Piacentini, assieme ad altri colleghi, contribuì significativamente fin dai primi anni venti, per conto dell'Istituto Autonomo delle Case Popolari (IACP), nel quale operava e dal quale aveva ricevuto l'incarico, alla nuova progettazione e al successivo riassetto urbanistico del quartiere suburbano romano della Garbatella.
Fu particolarmente attratto dal discorso architettonico-ingegneristico propugnato dalla tedesca Bauhaus e dalle riflessioni riguardanti le cosiddette "Città giardino" che, in ogni parte del mondo occidentale, cominciavano ad essere realizzate.
Procugino del più noto Marcello, Massimo Piacentini proseguì nella sua attività all'interno dello IACP, istituito già in epoca pre-fascista, e nel 1947, ricevette a Parigi, in quanto urbanista, un importante riconoscimento ufficiale da parte del governo francese e del suo Primo Ministro.
Negli anni cinquanta fu nominato Direttore Generale dello IACP, conservando tale carica fino al suo pensionamento, quando fu nominato Segretario dei vari Istituti delle Case Popolari dell'intera Penisola.